# Artashati Jrants'k'
Artashati Jrants'k' (armeniska: Artashati Jrants’k’) är en kanal i Armenien. Den ligger i den centrala delen av landet, 40 kilometer sydost om huvudstaden Jerevan.
Trakten runt Artashati Jrants'k' består i huvudsak av gräsmarker. Runt Artashati Jrants'k' är det ganska tätbefolkat, med 155 invånare per kvadratkilometer.